# 王小庄
王小庄（1939年12月—2013年），河北安国人，中华人民共和国政治人物、外交官。

## 生平
1965年，毕业于北京外国语学院，被公派至叙利亚大马士革大学学习。1992年11月至1996年11月任中华人民共和国驻巴林大使。1996年，接替张志祥担任中华人民共和国驻阿曼大使。2000年，由赵学昌接任。